# Hildebert Wagner

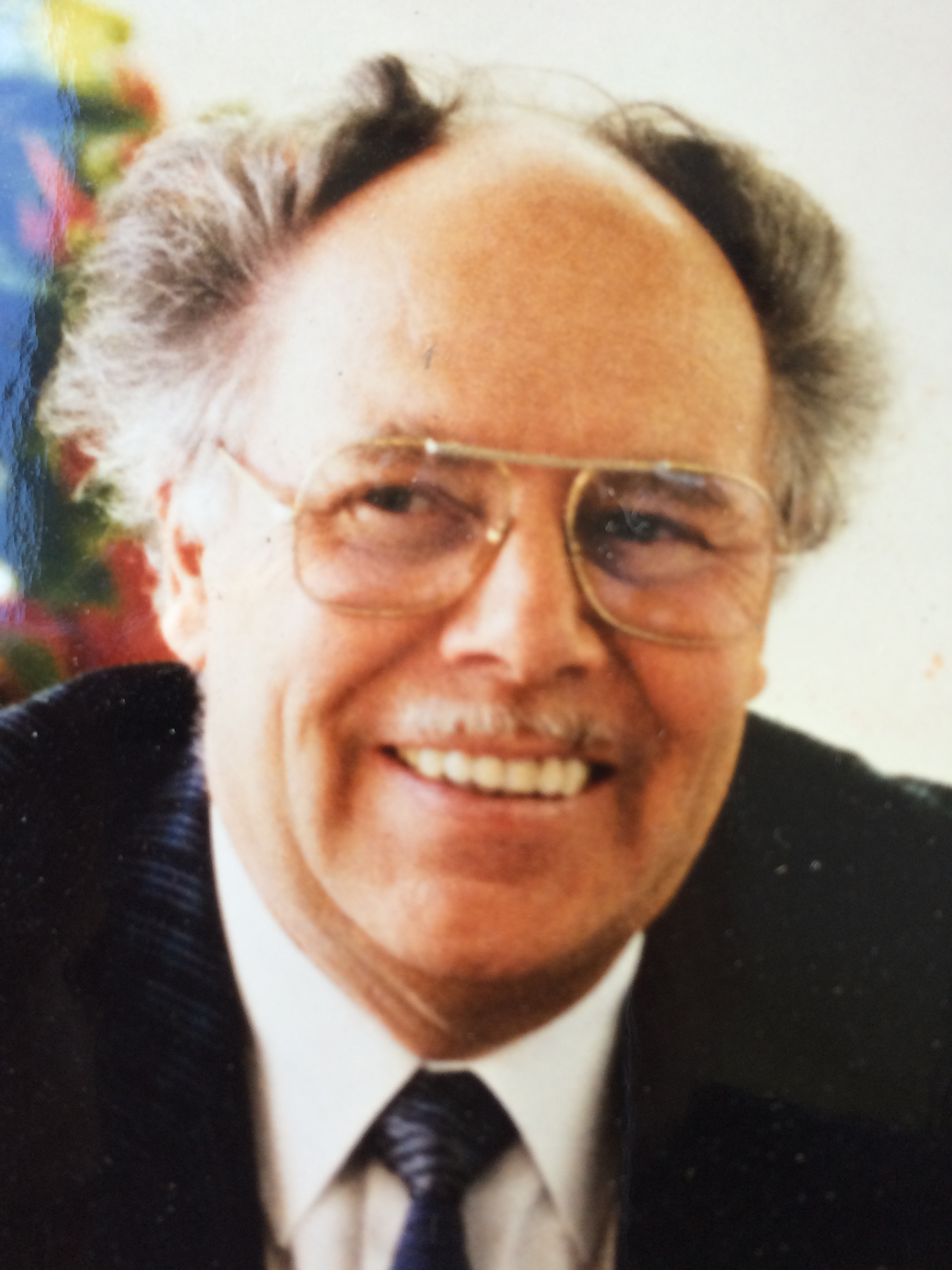
Hildebert Wagner, 1994

Hildebert Wagner (* 28. August 1929 in Laufen an der Salzach; † 5. November 2021 in Breitbrunn am Chiemsee) war ein deutscher pharmazeutischer Biologe.

## Leben
Hildebert Wagner wurde als Sohn von Kreszenz Wagner und deren Ehemann, dem promovierten Juristen und Regierungsdirektor Karl Wagner in Breitbrunn geboren. Nach dem Studium der Pharmazie (1950–1953), der Promotion zum Dr. rer. nat. (1954–1956) und der Habilitation 1960 begann er seine Lehrtätigkeit an der Universität München. Ab 1965 war er dort ordentlicher Professor für Pharmakognosie bzw. Phytochemie und Direktor des Instituts für Pharmazeutische Biologie. 1971/1972 war er als Gastprofessor an der Ohio State University
in Columbus.
Wagner publizierte über 250 Fachveröffentlichungen und verfasste ein Lehrbuch über Drogen und Drogeninhaltsstoffe.
Er war mit Ursula Wagner verheiratet. Aus der Ehe gingen die drei Kinder Christine, Thomas und Michael Wagner hervor. und Er lebte und starb in Breitbrunn am Chiemsee.

## Auszeichnungen
- Ehrendoktor der Universität Budapest und Debrecen 1989
- Ehrendoktor der Universität Dijon 1997
- Ehrendoktor der Universität Helsinki 1997
- Ehrenprofessor der Medizinischen Fakultät Peking 1990
- Ehrenprofessor der Universität Arequipa 1992

## Schriften (Auswahl)
- mit Rudolf Bauer: Echinacea. Stuttgart 1990, ISBN 3-8047-0999-0.
- Arzneidrogen und ihre Inhaltsstoffe. Stuttgart 1999, ISBN 3-8047-1605-9.
- mit Markus Wiesenauer: Phytotherapie. Phytopharmaka und pflanzliche Homöopathika. Stuttgart 2003, ISBN 3-8047-1815-9.
- mit Sabine Bladt: Plant drug analysis. A thin layer chromatography atlas. Heidelberg 2009, ISBN 978-3-540-58676-0.